# Carcelia sphingum
Carcelia sphingum är en tvåvingeart som först beskrevs av Carl Ludwig Doleschall 1858.  Carcelia sphingum ingår i släktet Carcelia och familjen parasitflugor. Inga underarter finns listade i Catalogue of Life.